# Polona Batagelj
Polona Batagelj, née le 7 juin 1989 à Šempeter pri Gorici, est une ancienne coureuse cycliste slovène. Elle est championne de Slovénie sur route de 2010 à 2018 et du contre-la-montre en 2014 et en 2015.

## Biographie
Polona Batagelj décroche ses plus grands succès au niveau national. De 2010 à 2018, elle remporte les championnats nationaux sur route neuf fois de suite. En 2014 et 2015, elle obtient également le titre national sur le contre-la-montre. Elle est sélectionnée à plusieurs reprises pour les championnats du monde et d'Europe, ainsi que pour les Jeux européens de 2015, mais sans obtenir de résultat. Elle représente son pays aux Jeux olympiques d'été de 2012 à Londres et à ceux de 2016 à Rio de Janeiro, où elle termine respectivement 22e et 32e de la course sur route.
Batagelj a fait ses débuts sur la scène cycliste internationale en 2008. En 2010, 2011 et 2013, elle fait partie de l'équipe espagnole Bikaia-Durango  avec une saison entre les deux pour Diadora-Pasta Zara. Pour la saison 2014, elle rejoint la nouvelle équipe féminine slovène BTC City Ljubljana. Elle termine notamment à la troisième place au classement général des Auensteiner-Radsporttage de 2015 et à la quatrième place du Tour d'Émilie féminin 2017.
Après la saison 2018, elle met un terme à sa carrière cycliste à l'âge de 29 ans.

## Palmarès sur route

### Par années
- 2009
  - 2e du championnat de Slovénie du contre-la-montre
- 2010
  -  Championne de Slovénie sur route
  - 3e du championnat de Slovénie du contre-la-montre
- 2011
  -  Championne de Slovénie sur route
- 2012
  -  Championne de Slovénie sur route
- 2013
  -  Championne de Slovénie sur route
  - 2e du championnat de Slovénie du contre-la-montre
- 2014
  -  Championne de Slovénie sur route
  -  Championne de Slovénie du contre-la-montre
- 2015
  -  Championne de Slovénie sur route
  -  Championne de Slovénie du contre-la-montre
  - 3e des Auensteiner-Radsporttage
- 2016
  -  Championne de Slovénie sur route
- 2017
  -  Championne de Slovénie sur route
  - 2e du championnat de Slovénie du contre-la-montre
- 2018
  -  Championne de Slovénie sur route
  - 3e du championnat de Slovénie du contre-la-montre
  - 10e de La Madrid Challenge by La Vuelta

### Classements mondiaux
| Année                                 | 2009 | 2010 | 2011 | 2012 | 2013 | 2014 | 2015 | 2016 | 2017 | 2018 |
| ------------------------------------- | ---- | ---- | ---- | ---- | ---- | ---- | ---- | ---- | ---- | ---- |
| Classement UCI                        | 294e | 181e | 84e  | 235e | 169e | 208e | 83e  | 144e | 75e  | 112e |
| UCI World Tour                        |      |      |      |      |      |      |      | 104e | 69e  | 81e  |
|                                       |      |      |      |      |      |      |      |      |      |      |
| Légende : nc = non classéSource : UCI |      |      |      |      |      |      |      |      |      |      |